# 皮奥伊州巴雷拉斯
皮奥伊州巴雷拉斯（葡萄牙語：Barreiras do Piauí）是巴西皮奥伊州的一个市镇。总面积2028.282平方公里，总人口3355人，人口密度1.7人/平方公里。